# 잭슨빌 재규어스
잭슨빌 재규어스(영어: Jacksonville Jaguars)는 미국 플로리다주 잭슨빌에 본거지를 둔 NFL팀이다. AFC 남부지구에 소속되어 있다.